# Osnabruque (distrito)
Osnabruque (em alemão: Osnabrück) é um distrito (kreis ou landkreis) da Alemanha localizado no estado de Baixa Saxônia.

## Cidades e municípios
O distrito de Osnabruque possui 8 cidades e 26 municípios, sendo que 3 cidades e 14 municípios fazem parte de um Samtgemeinde. Populações em 31 de dezembro de 2007 entre parênteses:
| | | | |
| Cidades | Municípios (livres) | Samtgemeinden | Samtgemeinden |
| 1. Bad Iburg (11.433) 2. Bramsche (30.936) 3. Dissen (9.303) 4. Georgsmarienhütte (32.351) 5. Melle (46.581) | 1. Bad Essen (15.852) 2. Bad Laer (9.251) 3. Bad Rothenfelde (7.299) 4. Belm (13.907) 5. Bissendorf (14.402) 6. Bohmte (13.257) 7. Glandorf (6.854) 8. Hagen (14.175) 9. Hasbergen (11.192) 10. Hilter (10.277) 11. Ostercappeln (9.659) 12. Wallenhorst (23.886) | - 1. Artland (23.005) 1. Badbergen (4.676) 2. Menslage (2.515) 3. Nortrup (2.992) 4. Quakenbrück1, 2 (12.822) - 2. Bersenbrück (28.225) 1. Alfhausen (3.763) 2. Ankum (7.228) 3. Bersenbrück1, 2 (8.007) 4. Eggermühlen (1.768) 5. Gehrde (2.465) 6. Kettenkamp (1.707) 7. Rieste (3.287) | - 3. Fürstenau (16.562) 1. Berge (3.715) 2. Bippen (3.017) 3. Fürstenau1, 2 (9.830) - 4. Neuenkirchen (10.445) 1. Merzen (4.078) 2. Neuenkirchen¹ (4.565) 3. Voltlage (1.802) |
| | | ¹sede do Samtgemeinde; ² cidade | |